# Eccidio di Piazza Grande
L'eccidio di Piazza Grande fu una strage avvenuta a Modena il 7 aprile 1920 durante una manifestazione sindacale. Quest'ultima era stata organizzata dalle due Camere del Lavoro, quella socialista e quella "sindacalista" (in maggioranza anarchica), in segno di protesta contro l’eccidio di San Matteo della Decima, frazione del comune di San Giovanni in Persiceto, verificatosi appena due giorni prima. I carabinieri posti a protezione del palazzo municipale spararono, senza aver ricevuto ordini, contro la folla, causando la morte di quattro persone, alle quali se ne aggiungerà un'altra nei mesi successivi, come conseguenza delle ferite riportate.

## I fatti
Il 7 aprile 1920 si svolse il primo dei quattro giorni di sciopero proclamati dalle due Camere del Lavoro, quella sindacalista e quella socialista. La protesta verteva contro l’uccisione, a San Matteo della Decima, di otto persone e il ferimento di altre quarantacinque durante una manifestazione a sostegno di una vertenza agraria.
L'adesione allo sciopero fu totale: negozi e fabbriche chiusi, treni inattivi, interruzione di gas ed elettricità. Il mercato cittadino in Piazza Grande venne fatto concludere in anticipo alle 10:30. Alle ore 11 si svolse una prima manifestazione in largo Garibaldi, che si svolse senza incidenti. Venne convocato un altro comizio per le ore 17.30 in Piazza della Scalze (oggi piazzale Boschetti). A causa della cospicua partecipazione dei lavoratori, 3 000 secondo la Questura, 15 000 secondo il giornale socialista "Il Domani", il prefetto acconsentì alla richiesta di dirottare il corteo in Piazza Grande.

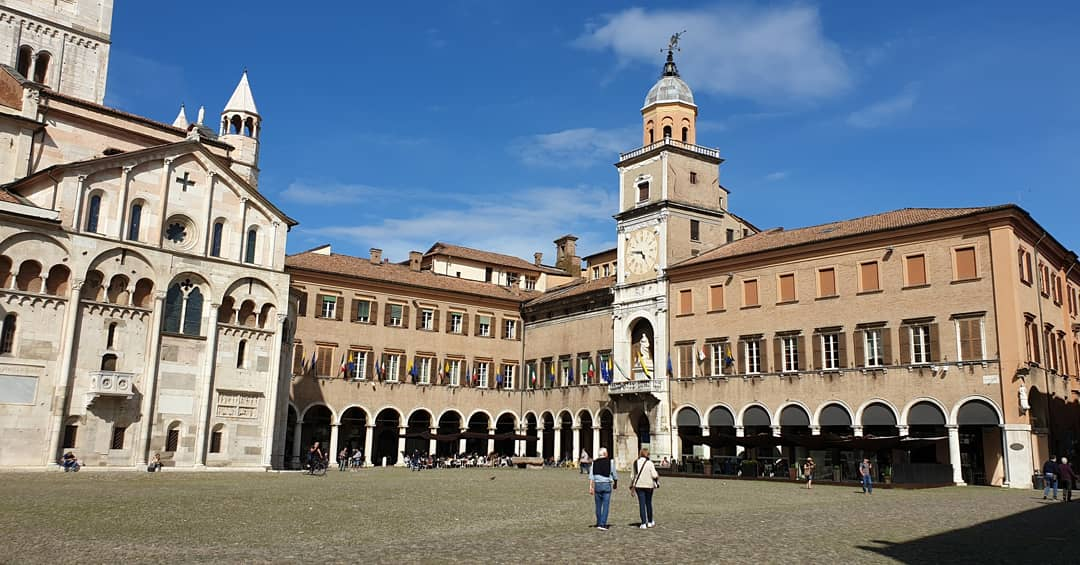
Piazza Grande oggi. A destra si può vedere il Palazzo Comunale, a sinistra il Duomo. Al centro, il luogo della strage.

Alle 17:15 il corteo partì da largo Garibaldi, giungendo per la via Emilia in Piazza Grande, dove si trovarono di fronte a un ingente presidio delle forze dell'ordine: quarantaquattro carabinieri reali si trovavano schierati addossati al muro del Palazzo Comunale per impedire che i manifestanti entrassero nell'edificio, mentre ai loro lati si trovavano cento artiglieri del 2º Reggimento Pesante Campale e cinquanta fanti del 36º Reggimento Artiglieria. Erano inoltre presenti cinque vicecommissari e quattro agenti, oltre al vicequestore Giuseppe Morelli, al comando dell'intero dispositivo di sicurezza. A capo del drappello di carabinieri era il capitano Giulio Gamucci.
Il deputato socialista Enrico Ferrari e il sindacalista Carlo Nencini chiesero di parlamentare col regio commissario prefettizio Italo Pio per ottenere il permesso di tenere il comizio dal balcone del municipio. Il regio commissario tuttavia era assente e si dovette attenderlo, mentre in piazza montava il nervosismo da entrambe le parti. I manifestanti a ridosso del drappello di carabinieri erano, secondo il vice commissario Brenci, "il nucleo più scalmanato" e chiesero di entrare nel palazzo per esporre le proprie bandiere rosse sul balcone. Di fronte al rifiuto delle forze dell'ordine, i dimostranti insultarono i carabinieri e invitarono i soldati a deporre le armi. La scritta "Giù le armi" era presente anche nella bandiera della Lega proletaria mutilati e invalidi di guerra, che venne distesa dallo stesso gruppo di manifestanti in modo che i carabinieri potessero leggerla. Così facendo però la bandiera sfiorò ripetutamente le teste di questi ultimi.

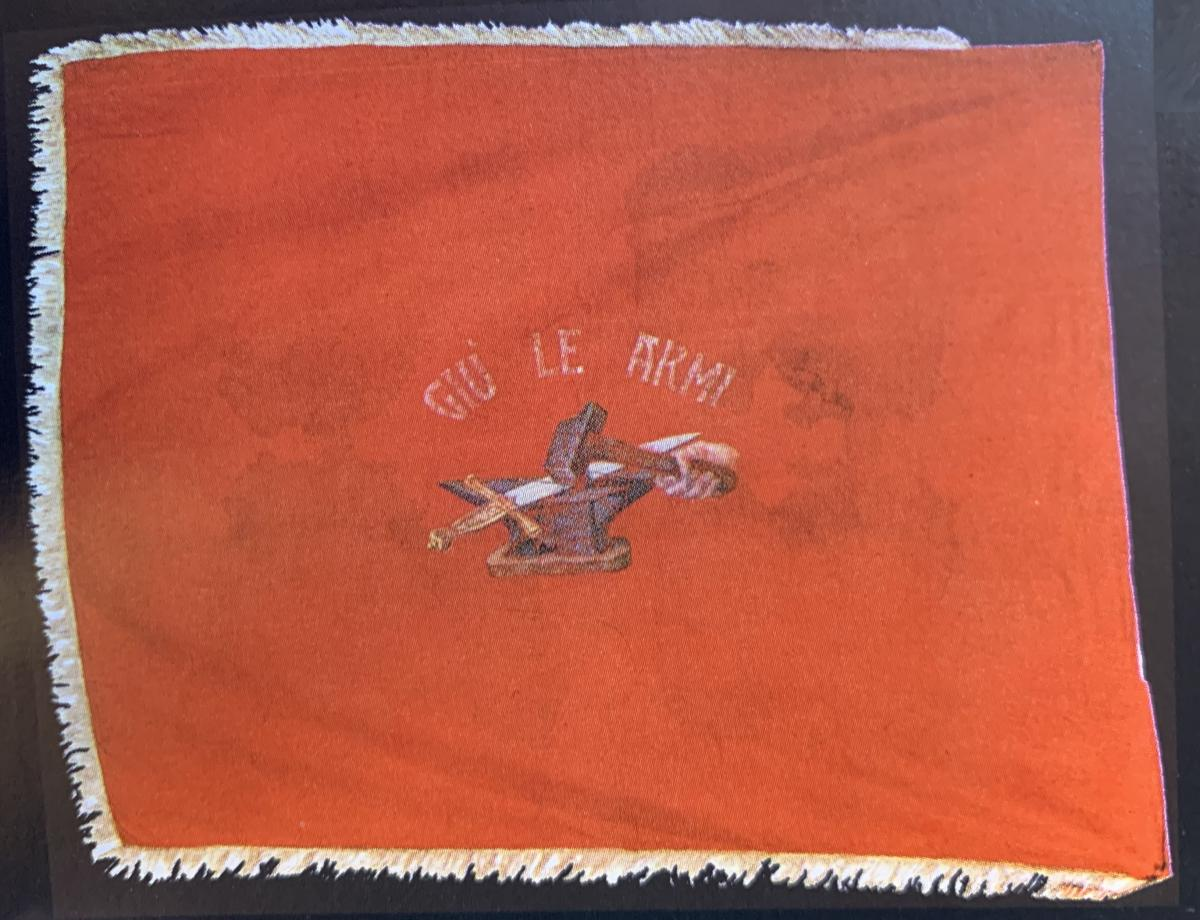
Bandiera della "Lega proletaria mutilati e invalidi di guerra" sventolata in piazza e oggetto del tentato sequestro. Crediti: Istituto Storico di Modena.

Il commissario Morelli ordinò allora ai due sindacalisti Valentina Meschiari e Anselmo Forghieri, che reggevano il drappo, di abbassarlo, senza ottenere risposta, anche a causa della sordità di quest'ultimo, invalido di guerra; mentre, sempre secondo Brenci, la folla iniziava a premere contro le forze dell'ordine affermando di voler entrare nel municipio. Gamucci affermò di non poter sopportare altre provocazioni e chiese e ottenne da Morelli di sequestrare la bandiera. Insieme al maresciallo maggiore Capponi e ad altri carabinieri si diresse contro la folla, senza però riuscire a raggiungere il drappo, che venne passato di mano, riuscendo però ad allontanare la folla di un paio di metri. A questo punto le versioni delle forze dell'ordine divergono: il vice commissario Barletta ipotizzò che fosse stato dato un pugno contro Gamucci, mentre il capitano dei carabinieri Martinelli parlò di un colpo di pistola da parte dei manifestanti sentito esplodere da qualcuno contro i militari, ipotesi questa smentita però da altre testimonianze, tra cui quella di Morelli. In ogni caso, improvvisamente e senza aver ricevuto alcun ordine, i carabinieri schierati davanti a Palazzo Comunale spararono sulla folla dai trenta ai quaranta colpi di pistola e di moschetto (tra di essi alcuni a mitraglia), causando un morto sul colpo, dieci feriti gravi (di cui quattro morti successivamente) e almeno altri ventuno feriti.

Mentre gli agenti di polizia presenti in piazza dovettero gettarsi a terra per evitare le pallottole, i manifestanti fuggirono nelle vie laterali. I carabinieri allora li inseguirono, fino a quando Morelli, Gamucci e gli altri poliziotti gli urlarono di fermarsi. È da collocarsi in questo momento, secondo numerose testimonianze concordi di membri delle forze dell'ordine e testimoni, il lancio da parte dei manifestanti di alcune bottiglie di vetro, che invece, secondo una delle versioni date dal capitano Gamucci, sarebbe avvenuto prima della sparatoria. Dopo che i poliziotti riuscirono ad evitare che i carabinieri sparassero nuovamente in risposta ai lanci, la folla tornò verso la piazza. Gamucci ordinò allora ai suoi uomini di tornare in caserma, ma ritornò in piazza con i suoi uomini un quarto d'ora più tardi, ricevendo però l'ordine da parte di Morelli di ritirarsi definitivamente.

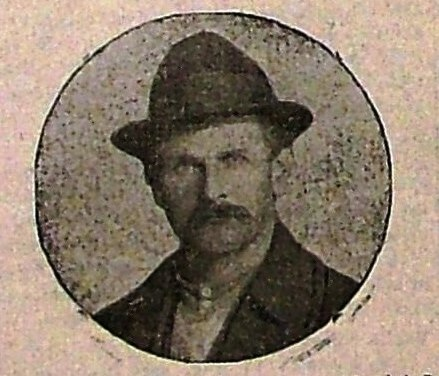
Ferdinando Gatti, una delle vittime dell'eccidio. Crediti: Istituto Storico di Modena.

## Vittime
Rimasero uccisi in seguito all'eccidio cinque dimostranti:
- Evaristo Rastelli (Pavullo, 1883), venditore ambulante, colpito alla testa e morto sul colpo;[7]
- Ferdinando Gatti (San Donnino, 1870), ortolano, colpito al femore e in altri punti, morì durante il trasferimento in ospedale;[8]
- Linda Levoni (Modena, 1902), operaia, ferita al torace, morì il giorno successivo in ospedale;[9]
- Antonio Amici (Pigneto di Prignano, 1888), boaro, ferito a stomaco e intestino, morì il giorno successivo in ospedale;[10]
- Stella Zanetti (Modena, 1883), bracciante agricola, ferita gravemente alla spina dorsale, morì in ospedale il 26 settembre 1920.[11]

Le persone ferite furono circa una trentina, tra le quali sei gravi. Evaristo Martinelli, direttore della Cooperativa braccianti, pur essendo rimasto solo contuso, ebbe comunque da quel momento un forte peggioramento di salute che lo portò alla morte il 6 giugno 1920. A un altro ferito, Luigi Cavani, venne amputata una gamba.
Tra le forze dell'ordine venne ferito da un sasso un soldato, mentre iI capitano Gamucci rimase contuso nella carica.

## Conseguenze

### Funerali e reazioni politiche

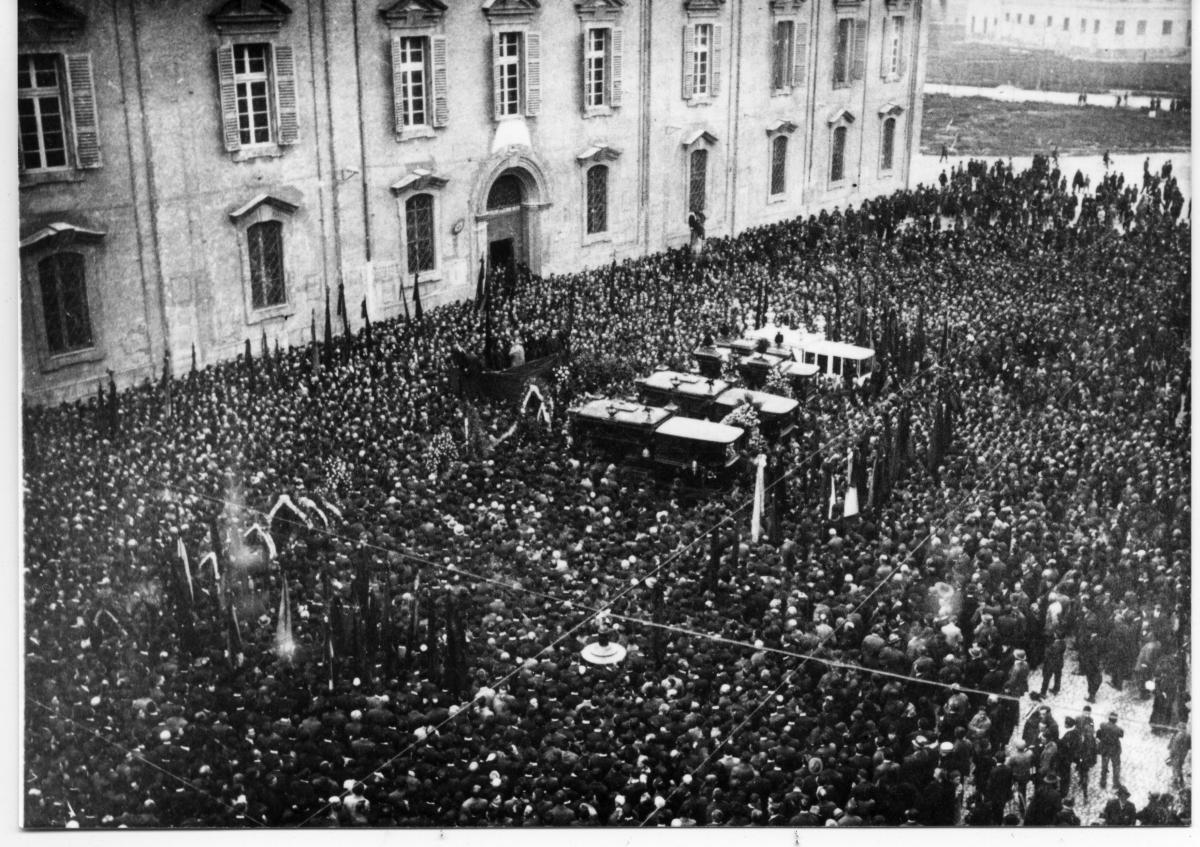
I funerali delle vittime in Largo Sant'Agostino. Crediti: Istituto Storico di Modena.

La tensione nel capoluogo modenese in seguito all'eccidio salì alle stelle. Tra gli esponenti socialisti vi fu chi inneggiò a Lenin, come Pietro Fantin, segretario della Federazione postelegrafonica, che quella sera, mentre era in servizio, comunicò l'accaduto a un collega di Bologna. Il prefetto Gay da parte sua alle 21:40 telegrafò a Roma, richiedendo l'invio di quattrocento soldati, sessanta Guardie Regie e trenta poliziotti di rinforzo per il mantenimento dell'ordine pubblico: gli verranno concessi centocinquanta soldati e cento guardie rege.
Lo sciopero generale e il lutto cittadino proseguirono nei giorni seguenti, concludendosi con i funerali delle vittime, in occasione dei quali gli oratori attaccarono duramente le autorità. Sempre in occasione dei funerali i colpi di un tubo di scappamento di un camion vennero scambiati per una mitragliatrice e provocarono un fuggi fuggi generale, che portò a una quarantina di contusi nella calca.
Il giornale anarchico "La Bandiera operaia" avviò una raccolta fondi a sostegno dei familiari delle vittime, che raccolse 13 mila lire. Un'analoga iniziativa venne intrapresa dal giornale socialista "Il Domani", a cui aderì anche il padre francescano Cirillo Mussini. Nei giorni successivi vi furono inoltre proteste in tutta la provincia, mentre il caso approdò in Parlamento grazie a due interrogazioni parlamentari, una dei deputati socialisti Enrico Ferrari, Pio Donati e Oreste Chiossi, e un'altra del parlamentare popolare Giuseppe Casoli.
Da parte cattolica in ogni caso vi fu un atteggiamento duplice: nella stampa cattolica le responsabilità dell'eccidio vennero attribuite infatti sì all'"inettitudine del governo", ma anche all'"intensa propaganda d'odio" da parte delle sinistre. A Pavullo nel Frignano poi, in occasione di una delle proteste delle sinistre tenute in seguito all'eccidio, i cattolici parteciparono a una contromanifestazione "patriottica", che portò alla costituzione di un "comitato di difesa" contro gli scioperi.
La tensione sotto il profilo dell'ordine pubblico rientrò nei giorni successivi, anche se il prefetto ritenne prudente tenere ancora le guardie regie in città. Ciò che cambiò in seguito alla strage fu però l'atteggiamento di una parte delle sinistre modenesi riguardo la violenza politica. Nei giorni successivi all'eccidio, su "Il Domani" compariranno articoli che inneggeranno alla "vendetta", pur chiedendo di pazientare, mentre venivano riportate testimonianze secondo cui gli autori degli spari avrebbero espresso soddisfazione per aver ucciso gli scioperanti. L'eccidio veniva visto dal giornale socialista bolognese "La Squilla" come un esempio di una "politica della strage", vale a dire una politica da parte delle classi borghesi tesa a lasciare impunità a polizia, carabinieri e guardie rege, trasformandoli in "strumenti di servilismo, ferocia, miserie morali". Da parte anarchica invece si ritenne che fosse necessario passare all'azione immediata. Una parte degli anarchici modenesi decise perciò di armarsi per, quantomeno, difendersi durante le manifestazioni. Ne deriverà il furto di mitragliatrici del 15-16 maggio 1920, che porterà in breve tempo all'arresto di buona parte dei vertici della centrale sindacalista anarchica.

### Le inchieste
Il primo tentativo di inchiesta svolto dai carabinieri fu a carico dei manifestanti: Martinelli, comandante della Divisione di Modena dell'Arma, intervenne subito dopo l'eccidio per tentare di identificare gli autori degli insulti ai carabinieri, senza peraltro riuscire ad individuarne nessuno a causa del fatto che i militi erano quasi tutti da poco tempo a Modena e quindi incapaci di riconoscerli.
Per quanto riguarda le responsabilità delle forze dell'ordine invece, il primo tentativo di individuare chi aveva fatto fuoco venne effettuato la sera stessa dallo stesso Gamucci al ritorno in caserma, che stabilì che gli autori degli spari fossero ventitre carabinieri su quarantaquattro, secondo la sua relazione tutti "aggiunti o ausiliari", quindi giovani inesperti, mentre i militi anziani non avrebbero sparato.
Subito dopo i fatti vennero avviate due inchieste, una interna dell'Arma dei carabinieri, affidata a un colonnello, e una del Ministero dell'Interno, che venne svolta dal generale Luigi Gaudino. Il generale, in una relazione inviata a Roma già il giorno successivo alla strage, giunse alla conclusione che l'azione dei carabinieri fosse stata "eccessiva e non giustificata da plausibili motivi". Nella relazione sottolineò che non fosse stato dato l'ordine di sparare e che non vi fosse stata "alcuna provocazione" da parte dei manifestanti. La tesi secondo cui il lancio di oggetti dalla folla fosse avvenuto prima della sparatoria, viene infatti rigettata, così come viene esclusa l'ipotesi di colpi sparati dai dimostranti contro i militari. Inoltre nella relazione si sottolinea come la folla al momento degli spari stesse già indietreggiando. L'unico elemento attenuante presente nella relazione di Gaudino è la conclusione secondo cui, poiché i proiettili estratti erano deformati, la maggior parte di essi doveva essere arrivata alla folla di rimbalzo. Secondo la tesi di Gaudino dunque molti colpi erano stati sparati verso l'alto ed erano poi rimbalzati sul Duomo. Non venne tuttavia fatto alcun accertamento per verificare se sull'edificio medievale vi fossero i segni delle pallottole.
La relazione Gaudino, dopo l'accertamento dei fatti prosegue con giudizi sulle responsabilità della strage. Le ragioni della sparatoria vengono individuate nell'errata valutazione da parte dei carabinieri del "pericolo in cui potevasi trovare il loro Capitano" e nell'esasperazione causata dalle ingiurie e provocazioni da parte dei manifestanti. Gamucci viene fortemente criticato per aver perso il contatto con i propri uomini, che non poteva quindi più controllare, mentre riguardo al comportamento di Morelli il generale, pur riportando l'opinione positiva diffusa su di lui in città, osservò come avesse sbagliato la disposizione dei militari, collocandoli in una scomodissima posizione, addossati al muro del Palazzo Comunale, invece che all'esterno del portico.
L'8 aprile, nonostante gli autori materiali degli spari fossero già stati individuati da Gamucci, il prefetto Gay denunciò al tribunale soltanto "i fatti", lasciando però ai giudici il compito di individuare specifiche responsabilità individuali. Il giudice istruttore di Modena inviò l'incartamento al Tribunale militare di Venezia, ma l'istruttoria venne archiviata in seguito alla negazione dell'autorizzazione a procedere da parte del Tribunale supremo di guerra e marina. Nessun procedimento venne invece aperto contro funzionari e agenti di polizia. Gli unici provvedimenti presi dalle autorità furono gli allontanamenti da Modena delle personalità maggiormente coinvolte: Gamucci venne inviato a Chieti, il questore Di Salvia ad Ascoli Piceno, mentre il prefetto Gay fu messo a riposo nell'agosto 1920. Morelli rimase al proprio posto, cosa che portò nel giugno 1920 a un'ulteriore interrogazione parlamentare da parte di Enrico Ferrari.
Sul piano civile, il parlamentare socialista Pio Donati, in rappresentanza dei famigliari di tre vittime, chiese un risarcimento al Ministero dell'interno, vedendosi però rigettata la richiesta dal direttore generale di pubblica sicurezza, mentre venne rifiutata anche la richiesta di un sussidio poiché non previsto in bilancio. La madre di Linda Levoni, Giuseppina Gavioli, operaia come la figlia presso l'opificio militare di Saliceta San Giuliano e con cinque figli a carico, venne licenziata nel luglio 1920 dal direttore della fabbrica, il maggiore Agostino Giannelli, per "deperimento organico". Su richiesta del prefetto venne concesso un mese di proroga, scaduto il quale il licenziamento venne confermato.

## Valutazioni storiografiche
Secondo lo storico Fabio Montella, la causa principale dell'eccidio è costituita dal nervosismo e dalla mancanza di lucidità dei carabinieri, che nei mesi precedenti si erano già scontrati più volte con i "rossi". Lo stesso Gamucci pochi mesi prima aveva rischiato di essere malmenato al caffè Nazionale durante una manifestazione contro i rincari. Prova di ciò è a suo parere anche il fatto che tra gli artiglieri e i fanti, seppur posti accanto ai carabinieri, nessuno premette il grilletto. Oltre a questo motivo lo storico individua tra gli elementi scatenanti il ritardo nell'inizio della manifestazione a causa dell'assenza di Pio e i due rilievi mossi già da Gaudino ai due comandanti, ossia l'allontanamento di Gamucci dalla propria truppa e il cattivo posizionamento delle forze dell'ordine da parte di Morelli.
Rispetto alla relazione di Gaudino lo storico conferma sostanzialmente la ricostruzione dei fatti già avvenuta all'epoca, sottolineando solo, a proposito della tesi dei colpi sparati in aria e poi "rimbalzati", che le ferite subite dalle vittime non sarebbero compatibili con colpi di rimbalzo.

## Memoria
Il 7 aprile 2016, sulla facciata principale del municipio, il Comune di Modena ha posto una lapide a ricordo dei cinque caduti.